# نادي الفتح موسم 2012–13
موسم نادي الفتح السعودي 2012-13 كان موسم نادي الفتح العاشر على التوالي في دوري المُحترفين السعودي مُنذ صُعوده آخر مرة إلى دوري الدرجة الأولى موسم 2002-03. شارك النادي خلال هذا الموسم في كُل من دوري المحترفين السعودي وكأس خادم الحرمين الشريفين وكأس ولي العهد السعودي وكأس الاتحاد العربي للأندية. خلال هذا الموسم فاز الفتح بلقب دوري زين للمُحترفين، بعد أن أنهى الموسم في المركز الأول في جدول الترتيب العام برصيد 64 نُقطة، كان قد جمعها من 20 فوزا و4 تعادُلات مُقابل هزيميتن فقط كانتا أمام ناديي الوحدة والشباب. تُعد هذه المرة الأولى التي يُتوج بها نادي الفتح بلقب دوري المُحترفين. في كأس ولي العهد، أُقصي الفتح أمام نادي الهلال في دور ربع النهائي من المُسابقة. وفي كأس خادم الحرمين الشريفين للأبطال، أُقصي الفتح من دور نصف النهائي بعد خسارته أمام الاتحاد بمجموع 6-0 في مجموع المُبارتين. في كأس الاتحاد العربي للأندية، أُقصي الفتح من الدور التمهيدي الثاني أمام نادي العربي الكويتي.

## نظرة عامة

### أغسطس
في 3 أغسطس 2012، استقبل نادي الفتح على ملعبه ملعب الأمير عبد الله بن جلوي في مدينة الأحساء نادي النصر، وانتهت هذه المُباراة بنتيجة التعادل 1–1، وقد سجل سفياني لنادي الفتح فيما سجل سعود لنادي النصر. في 7 أغسطس، حل الفتح ضيفا على نادي الهلال في ملعب الملك فهد الدولي في الرياض، وانتهت المُباراة بنتيجة 2-1 لصالح نادي الفتح، وقد سجل سالامو ثُنائية لصالح الفتح فيما سجل البيشي هدف الهلال الوحيد. في 23 أغسطس، حل الفتح ضيفا على الشعلة في إطار الجولة الثالثة من دوري زين للمُحترفين على ملعب نادي الشعلة، وقد انتهت المُباراة بفوز الفتح بنتيجة 3-2، وقد سجل كُل من إلتون من ضربة جزاء وسالامو في مُناسبتين (الدقيقة 59 و89) أهداف الفتح، فيما سجل حسن الطير هدفي نادي الشعلة (الدقيقة 11و45). في يوم 28 أغسطس، استقبل الفتح نادي الرائد على ملعبه في الأحساء، وانتهت المُباراة بفوز الفتح بنتيجة 1-2، وقد سجل لنادي الفتح السفياني في الدقيقة 34 وسالامو في الدقيقة 67، فيما سجل إيلونغا للرائد في الدقيقة 79.

### سبتمبر
في 2 سبتمبر، حل الفتح ضيفا على الشباب على استاد الأمير فيصل بن فهد في الرياض، وانتهت المُباراة بفوز الفتح بنتيجة 4-2، وقد سجل أهداف الشباب الشمراني في الدقيقة 18 وعبد ربه الجحدلي في الدقيقة 47، فيما سجل رُباعية الفتح كُل من إلتون في الدقيقتين 11 و74 وسالامو في الدقيقة 22 وكيموكو سيسوكو في الدقيقة 32. في 14 سبتمبر حل الفتح ضيفا على التعاون على ملعب هذا الأخير مدينة الملك عبد الله الرياضية في مدينة بريدة في إطار الجولة السادسة من الدوري، وانتهت هاته المُباراة بفوز الفتح بنتيجة 1-0، وقد سجل السفياني هداف المُباراة الوحيد في الدقيقة 12 على الرغم من أن الفتح أكمل المُباراة بعشر لاعبين بعد طرد عدنان فلاته في الدقيقة 90+3. في 18 سبتمبر، فاز الفتح على نادي الجهراء الكويتي بنتيجة 1–2، في مُباراة ذهاب الدور التمهيدي الأول (المنطقة الآسيوية) في مُنافسات كأس الاتحاد العربي للأندية 2012–13. في 22 سبتمبر، فاز الفتح بنتيجة 2-4 على نجران، وذلك على ملعب الفريق في الأحساء، وقد سجل أهداف الفتح إلتون في الدقيقة 32 وسالومو في الدقيقة 64 وماجد ضد مرماه في الدقيقة 85 والسعود في الدقيقة 88، فيما سجل ثنائية نجران الحسين في الدقيقة 13 وعيان في الدقيقة 53، وقد طُرد لاعب نجران صاحب العبد الله من المُباراة في الدقيقة 87. في 26 سبتمبر، فاز الفتح على نادي الجهراء الكويتي بنتيجة 1-0 بهدف سالامو، في إطار مُباراة إياب الدور التمهيدي الأول عن منطقة آسيا من مُنافسات كأس الاتحاد العربي للأندية 2012–13، ليتأهل بذلك الفتح للدور المُقبل بنتيجة 3-1 في مجموع مُبارتي الذهاب والإياب.

### أكتوبر
في 4 أكتوبر، تعادل الفتح مع الفيصلي بنتيجة 0-0، وذلك في مُباراة احتضنها ملعب الملك سلمان بن عبد العزيز الرياضية في مدينة المجمعة. في 19 أكتوبر، فاز الفتح على ضيفه هجر بنتيجة 0-3، وقد سجل كُل من إلتون في الدقيقة 65 والمقهوي في الدقيقة 82 والحمدان في الدقيقة 94 أهداف نادي الفتح في المُباراة.

### نوفمبر
في 09 نوفمبر، فاز الفتح على الوحدة بنتيجة 1-3، وقد سجل الحمدان في الدقيقة 11 والنخلي في الدقيقة 16 وإلتون في الدقيقة 59 أهداف نادي الفتح فيما كان هدف هجر الوحيد من تسجيل النخلي ضد مرماه. في 17 نوفمبر، فاز الفتح بنتيجة 1-2 على الاتحاد في مُباراة مُؤجلة عن الجولة الثامنة من الدوري، وقد سجل سالومو في الدقيقة 31 والمقهوي من ضربة جزاء في الدقيقة 85 هدفي الفتح، فيما سجل محمد نور هدف الاتحاد في الدقيقة 27. في 21 نوفمبر، فاز الفتح على الاتفاق بنتيجة 0-1 بهدف اللاعب ربيع السفياني. في 27 نوفمبر، انهزم الفتح أمام نادي العربي بنتيجة 3–2 على ملعب صباح السالم في مدينة الكويت، وذلك في ذهاب الدور التمهيدي الثاني من كأس الاتحاد العربي للأندية 2012–13، وقد أُقصي الفتح من هذا الدور بعد انهزامه بنتيجة 5-4 في مجموع مُبارتي الذهاب والإياب.

### ديسمبر
في 9 ديسمبر، تعادل الفتح مع مُضيفه النصر بنتيجة 0-0، وذلك على ملعب الملك فهد الدولي في الرياض. في 14 ديسمبر، استقبل الفتح نادي الهلال على ملعب الأمير عبد الله بن جلوي في الأحساء، وانتهت المُباراة بفوز الفتح بنتيجة 1-2، وقد سجل أهداف الفتح سالامو في الدقيقة 57 وإلتون في الدقيقة 67 من ضربة جزاء، فيما سجل هدف الهلال اللاعب يو بيونغ سو في الدقيقة 79. في 19 ديسمبر، فاز الفتح على نادي العُروبة بنتيجة 3-2، وقد سجل الخضري في الدقيقة 41 وسالامو في الدقيقتين 43 و56 أهداف نادي الفتح، بينما سجل هدفي العروبة مشاري العنزي في الدقيقتين 58 و82، وقد كانت هاته المُباراة ضمن مُباريات ثُمُن نهائي كأس ولي العهد السعودي 2012–13. في 23 ديسمبر، أُقصي الفتح من كأس ولي العهد بعد خسارته أمام الهلال بنتيجة 2-0 في مُباراة رُبع النهائي، وقد سجل هدفي الهلال عادل هرماش في الدقيقة 25 وويسلي لوبيز في الدقيقة 79. في 27 ديسمبر، استقبل الفتح نادي الشعلة في إطار الجولة 16 من دوري زين للمُحترفين، وانتهت المُباراة بفوز الفتح بنتيجة 2-1، وقد سجل كُل من إلتون والمقهوي أهداف الفتح في الدقيقتين 15 و29 على التوالي، بينما سجل فهد المنيف هدف الشعلة في الدقيقة 47.

### يناير
في 21 يناير، فاز الفتح على الرائد بنتيجة 3-1 في مُباراة أُجريت على ملعب مدينة الملك عبد الله الرياضية في بريدة، وقد سجل كُل من إلتون في الدقيقة 48 والحمدان في الدقيقة 80 وسالومو في الدقيقة 83 أهداف الفتح، فيما سجل عبد العزيز الجبرين هدف الرائد في الدقيقة 48. في 27 يناير، تعادل الفتح مع مُضيفه الأهلي بنتيجة 3-3 على ملعب مدينة الملك عبد العزيز الرياضية في مكة، حيث أن هاته المُباراة كانت قد تأجلت عن الدورة 11 من الدوري، وسجل أهداف الفتح كُلا من سالومو في الدقيقتين 21 و56 وإلتون في الدقيقة 84، وسجل للأهلي كُل من فيكتور سيموس في الدقيقتين 29 و74 ومحسن العيسى في الدقيقة 80. في 31 يناير، انهزم الفتح أمام الشباب بنتيجة 2-1، وقد سجل ناصر الشمراني في الدقيقة 46 وسباستيان تيغالي في الدقيقة 83 أهداف نادي الشباب، بينما كان سالامو هُو من سجل هدف الفتح في الدقيقة 33.

### فبراير
في 13 فبراير 2013، فاز الفتح على التعاون بنتيجة 2-1، وقد سجل هدفي الفتح شادي أبو هشهش في الدقيقة 14 وسالومو في الدقيقة 67، بينما سجل محمد الراشد هدف التعاون الوحيد في الدقيقة 55. في 20 فبراير، فاز الفتح على نجران بهدفين لصفر على ملعب نادي الأخدود في مدينة نجران، وسجل هدفي الفتح كيموكو سيسوكو في الدقيقة 85 وقبله سجل نواف الصبحي ضد مرماه في الدقيقة 35.

### مارس
في 1 مارس، فاز الفتح على الاتحاد بنتيجة هدفين لصفر في مُباراة لُعبت على ملعب مدينة الملك عبد العزيز الرياضية في مكة، وسجل أهداف الفتح كُل من سالومو في الدقيقة 52 والحمدان في الدقيقة 54. في 7 مارس، فاز الفتح بنتيجة هدف لصفر على الفيصلي في إطار الجولة 22 من الدوري، وسجل هدف المُباراة الوحيد اللاعب الحمدان في الدقيقة 13، وقد شهدت المُباراة طرد اللاعب وسام السويد في الدقيقة 84. في 30 مارس، فاز الفتح على نادي هجر بنتيجة 2-1، وسجل هدفي الفتح إلتون في الدقيقة 13 والسفياني في الدقيقة 19، بينما سجل هدف هجر الوحيد اللاعب أحمد بكري.

### أبريل
في 14 أبريل، فاز الفتح على الأهلي بنتيجة هدف لصفر سجله سالومو في الدقيقة 29. وفي 18 أبريل، انهزم الفتح أمام الوحدة بنتيجة هدفين لواحد، وذلك على ملعب مدينة الملك عبد العزيز الرياضية في مكة، وسجل هدفي الوحدة أحمد الشربيني في الدقيقة 32 وأحمد كرنشي في الدقيقة 75، فيما كان هدف الفتح من تسجيل با-مودو كاه ضد مرماه في الدقيقة 93 من المُباراة. في 27 أبريل، فاز الفتح على الاتفاق بنتيجة 0-4 على ملعب الأمير محمد بن فهد في الدمام، وقد سجل للفتح كُل من الأسمري في الدقيقة 30 والحمدان في الدقيقة 31 والمقهوي الدقيقة 60 وسالومو في الدقيقة 62، وقد كانت هذه المُباراة هي المُباراة الأخيرة في مُنافسات الدوري، حيث أنهى الفتح الدوري في المركز الأول برصيد 64 نُقطة جمعها من 20 فوزا و4 تعادُلات مُقابل هزيميتن فقط كانتا أمام الوحدة والشباب.

### مايو
كان شهر مايو مُخصصا بالكامل لإجراء مُباريات كأس خادم الحرمين الشريفين للأبطال 2013. في أول مُباراة له، تعادل الفتح أمام الاتفاق بنتيجة 2-2 في ذهاب رُبع النهائي، وسجل الحمدان في الدقيقة 2 وسالامو في الدقيقة 90 هدفي الفتح، بينما سجل هدفي الاتفاق حمد الحمد في الدقيقة 39 ويوسف السالم في الدقيقة 79. أما مُباراة الإياب في 9 مايو فانتهت بفوز الفتح بنتيجة 2-1، وقد سجل حمدان الحمدان هدفي الفتح في الدقيقة 70 و74، بينما سجل هدف الاتفاق اللاعب عبد الله الدوسري في الدقيقة 43، وبهذه النتيجة تأهل الفتح لدور النصف بنتيجة 3-2 في مجموع المُبارتين. في مُباراة ذهاب دور نصف النهائي، انهزم الفتح أمام الاتحاد بنتيجة 2-0 على ملعب الملك عبد العزيز في مدينة مكة، وسجل هدفي الاتحاد مختار فلاته في الدقيقة 30 ومحمد قاسم في الدقيقة 83. أما مُباراة الإياب في 24 مايو فانتهت بخسارة الفتح مُجددا بنتيجة أربعة لصفر، وقد سجل أهداف الاتحاد كُل من أحمد الفريدي في الدقيقة 42 وفهد المولد في الدقيقة 45+2 ومحمد أبو سبعان في الدقيقة 60 ونايف هزازي في الدقيقة 89. أُقصي الفتح من هذا الدور بعد خسارته بمجموع 6-0 في مجموع مُبارتي الذهاب والإياب.

## تشكيلة الفريق
| رقم القميص  | الجنسية                     | المركز      | الاسم الكامل         | تاريخ الميلاد (العمر)     |             |             |             |             |             |
| حراس المرمى | حراس المرمى                 | حراس المرمى | حراس المرمى          | حراس المرمى               | حراس المرمى | حراس المرمى | حراس المرمى | حراس المرمى | حراس المرمى |
| ----------- | --------------------------- | ----------- | -------------------- | ------------------------- | ----------- | ----------- | ----------- | ----------- | ----------- |
|             | السعودية                    | حارس مرمى   | محمد شريفي           | 10 ديسمبر 1978 (العمر 34) |             |             |             |             |             |
|             | السعودية                    | حارس مرمى   | عبد الله العويشير    | 13 مايو 1991 (العمر 22)   |             |             |             |             |             |
|             | السعودية                    | حارس مرمى   | محمد القميش          | 9 ديسمبر 1989 (العمر 23)  |             |             |             |             |             |
| المدافعين   |                             |             |                      |                           |             |             |             |             |             |
|             | السعودية                    | مدافع       | بدر النخلي           | 20 مايو 1988 (العمر 25)   |             |             |             |             |             |
|             | السنغال                     | مدافع       | كيموكو سيسوكو        | 7 يناير 1990 (العمر 23)   |             |             |             |             |             |
|             | السعودية                    | مدافع       | عدنان فلاته          | 20 أكتوبر 1983 (العمر 29) |             |             |             |             |             |
|             | السعودية                    | مدافع       | عبد الله العبد الله  | 10 يناير 1987 (العمر 26)  |             |             |             |             |             |
|             | السعودية                    | مدافع       | أسامه عاشور          | 7 يناير 1990 (العمر 23)   |             |             |             |             |             |
|             | السعودية                    | مدافع       | عبد العزيز أبو شقراء | 23 نوفمبر 1981 (العمر 31) |             |             |             |             |             |
|             | السعودية                    | مدافع       | عبد الله القرني      | 11 سبتمبر 1987 (العمر 25) |             |             |             |             |             |
|             | السعودية                    | مدافع       | صادق العيد           | 22 سبتمبر 1988 (العمر 24) |             |             |             |             |             |
|             | السعودية                    | مدافع       | علي العشوان          | 8 فبراير 1989 (العمر 24)  |             |             |             |             |             |
|             | السعودية                    | مدافع       | عبده برناوي          | 17 فبراير 1984 (العمر 29) |             |             |             |             |             |
| الوسط       |                             |             |                      |                           |             |             |             |             |             |
|             | السعودية                    | لاعب وسط    | نوح الموسى           | 23 فبراير 1991 (العمر 22) |             |             |             |             |             |
|             | السعودية                    | لاعب وسط    | حمدان الحمدان        | 2 ديسمبر 1984 (العمر 28)  |             |             |             |             |             |
|             | السعودية                    | لاعب وسط    | حسين المقهوي         | 24 مارس 1988 (العمر 25)   |             |             |             |             |             |
|             | السعودية                    | لاعب وسط    | فهد السعود           | 6 سبتمبر 1988 (العمر 24)  |             |             |             |             |             |
|             | السعودية                    | لاعب وسط    | فايز العلياني        | 25 نوفمبر 1984 (العمر 28) |             |             |             |             |             |
|             | السعودية                    | لاعب وسط    | محمد الفهيد          | 8 يناير 1990 (العمر 23)   |             |             |             |             |             |
|             | السعودية                    | لاعب وسط    | نوح الموسى           | 23 فبراير 1991 (العمر 22) |             |             |             |             |             |
|             | السعودية                    | لاعب وسط    | أحمد بوعبيد          | 6 نوفمبر 1984 (العمر 28)  |             |             |             |             |             |
|             | الأردن                      | لاعب وسط    | شادي أبو هشهش        | 20 يناير 1981 (العمر 32)  |             |             |             |             |             |
|             | البرازيل                    | لاعب وسط    | إلتون خوزيه          | 7 أبريل 1986 (العمر 27)   |             |             |             |             |             |
|             | السعودية                    | لاعب وسط    | مبارك الأسمري        | 25 يونيو 1987 (العمر 26)  |             |             |             |             |             |
|             | السعودية                    | لاعب وسط    | مبارك السلطان        | 31 يوليو 1993 (العمر 19)  |             |             |             |             |             |
| المهاجمين   |                             |             |                      |                           |             |             |             |             |             |
|             | جمهورية الكونغو الديمقراطية | مهاجم       | دوريس سالامو         | 18 أبريل 1984 (العمر 29)  |             |             |             |             |             |
|             | السعودية                    | مهاجم       | ربيع سفياني          | 26 يناير 1987 (العمر 26)  |             |             |             |             |             |
|             | السعودية                    | مهاجم       | عمر الخضري (C)       | 26 أغسطس 1990 (العمر 22)  |             |             |             |             |             |
|             | السعودية                    | مهاجم       | مبارك الخضري         | 19 يوليو 1984 (العمر 28)  |             |             |             |             |             |

## الانتقالات

### انتقال من
| تاريخ الدخول   | المركز   | الرقم | اللاعب      | من نادي      | الرسوم    | مصدر          |
| -------------- | -------- | ----- | ----------- | ------------ | --------- | ------------- |
| 30 يونيو 2012  | مدافع    | –     | عدنان فلاته | نادي الاتحاد | غير معلوم | [ 11 ]        |
| 30 يونيو 2012  | لاعب وسط | –     | أحمد بوعبيد | نادي الاتحاد | غير معلوم | [ 12 ]        |
| 31 ديسمبر 2012 | مدافع    | –     | عبده برناوي | نادي النصر   | غير معلوم | [ 13 ] [ 14 ] |

### انتقال إلى
| تاريخ الخروج  | المركز   | اللاعب           | من نادي      | الرسوم    | مصدر |
| ------------- | -------- | ---------------- | ------------ | --------- | ---- |
| 30 يونيو 2012 | لاعب وسط | عبد الله الدوسري | نادي الاتفاق | غير معلوم |      |

## ما قبل الموسم والمباريات الودية
فوز
  تعادل
  خسارة
  مباراة لم تُلعب بعد
| 2 يوليو 2012 مباراة ودية | فيكتوريا أشهافينبورغ | 2–1 | الفتح | باد ناوهايم، ألمانيا |
| ]                        |                      |     |       |                      |

| 9 يوليو 2012 مباراة ودية | بتشونيا فليدين | 2–1 | الفتح | باد ناوهايم، ألمانيا |

| 24 يوليو 2012 مباراة ودية | الفتح | 3–2 | القادسية | الهفوف، السعودية                     |
| 19:00                     |       |     |          | الملعب: ملعب الأمير عبد الله بن جلوي |

| 27 يوليو 2012 مباراة ودية | الفتح | 1–1 | الفيصلي | الرياض، السعودية                        |
| 19:00                     |       |     |         | الملعب: استاد الأمير تركي بن عبد العزيز |

| 12 أغسطس 2012 مباراة ودية | الفتح | 2–2 | التعاون | الرياض، السعودية                        |
| 19:00                     |       |     |         | الملعب: استاد الأمير تركي بن عبد العزيز |

## المُسابقات

### نظرة عامة
| المُنافسة                   | أول جولة             | آخر مُباراة / المركز   | المباراة الأولى | المبارة الاخيرة |
| -------------------------- | -------------------- | --------------------- | --------------- | --------------- |
| دوري المحترفين             | —                    | البطل                 | 03 أغسطس 2012   | 27 أبريل 2013   |
| كأس ولي العهد              | ثمن النهائي          | ربع النهائي           | 19 ديسمبر 2012  | 23 ديسمبر 2012  |
| كأس الملك                  | ربع النهائي          | نصف النهائي           | 5 مايو 2013     | 24 مايو 2013    |
| كأس الاتحاد العربي للأندية | الدور التمهيدي الأول | الدور التمهيدي الثاني | 18 سبتمبر 2012  | 5 ديسمبر 2012   |

### دوري المُحترفين

#### جدول الدوري
| المركز | فريق          | لعب | ف  | ت  | خ  | له | عليه | فرق | نقاط | التأهل أو الهبوط           |
| ------ | ------------- | --- | -- | -- | -- | -- | ---- | --- | ---- | -------------------------- |
| 1      | الفتح (C) (Q) | 26  | 20 | 4  | 2  | 52 | 23   | +29 | 64   | تأهل لدوري أبطال آسيا 2014 |
| 2      | الهلال (Q)    | 26  | 17 | 5  | 4  | 62 | 26   | +36 | 56   | تأهل لدوري أبطال آسيا 2014 |
| 3      | الشباب (Q)    | 26  | 17 | 5  | 4  | 53 | 36   | +17 | 56   | تأهل لدوري أبطال آسيا 2014 |
| 4      | النصر         | 26  | 14 | 8  | 4  | 41 | 24   | +17 | 50   |                            |
| 5      | الأهلي        | 26  | 12 | 8  | 6  | 51 | 33   | +18 | 44   |                            |
| 6      | الاتفاق       | 26  | 9  | 8  | 9  | 33 | 38   | −5  | 35   |                            |
| 7      | الاتحاد (Q)   | 26  | 8  | 9  | 9  | 36 | 36   | 0   | 33   | تأهل لدوري أبطال آسيا 2014 |
| 8      | الرائد        | 26  | 7  | 11 | 8  | 30 | 41   | −11 | 32   |                            |
| 9      | الشعلة        | 26  | 8  | 6  | 12 | 32 | 42   | −10 | 30   |                            |
| 10     | نجران         | 26  | 6  | 7  | 13 | 31 | 52   | −21 | 25   |                            |
| 11     | الفيصلي       | 26  | 6  | 6  | 14 | 35 | 43   | −8  | 24   |                            |
| 12     | التعاون       | 26  | 3  | 10 | 13 | 25 | 37   | −12 | 19   |                            |
| 13     | هجر (R)       | 26  | 3  | 7  | 16 | 24 | 48   | −24 | 16   | يهبط لدوري الدرجة الأولى   |
| 14     | الوحدة (R)    | 26  | 2  | 6  | 18 | 26 | 52   | −26 | 12   | يهبط لدوري الدرجة الأولى   |

آخر تحديث: اكتلمت
المصدر: موقع الاتحاد الدولي، موقع إحصائيات
قواعد ترتيب الفرق: 1 النقاط; 2 فرق الأهداف; 3 عدد الأهداف.
# = المركز ; لعب = المباريات الملعوبة; فاز = عدد مباريات الفوز; تعادل = عدد مباريات التعادل; خسر = عدد مباريات الخسارة; له = الأهداف التي سجلها; عليه = الأهداف التي استقبلها; +/- = فارق الأهداف; النقاط = النقاط ، (C) = البطل ، (R) = الهبوط

#### النتائج حسب الجولة
| الجولة  | 1     | 2   | 3   | 4   | 5   | 6   | 7   | 8   | 9     | 10  | 11    | 12  | 13  | 14    | 15  | 16  | 17  | 18    | 19  | 20  | 21  | 22  | 23  | 24  | 25    | 26  |
| ------- | ----- | --- | --- | --- | --- | --- | --- | --- | ----- | --- | ----- | --- | --- | ----- | --- | --- | --- | ----- | --- | --- | --- | --- | --- | --- | ----- | --- |
| الملعب  | H     | A   | A   | H   | A   | A   | H   | H   | A     | H   | A     | H   | H   | A     | H   | H   | A   | H     | H   | A   | A   | H   | A   | A   | A     | H   |
| النتيجة | تعادل | فوز | فوز | فوز | فوز | فوز | فوز | فوز | تعادل | فوز | تعادل | فوز | فوز | تعادل | فوز | فوز | فوز | خسارة | فوز | فوز | فوز | فوز | فوز | فوز | خسارة | فوز |
| المركز  | 9     | 5   | 3   | 2   | 1   | 1   | 1   | 1   | 1     | 1   | 1     | 1   | 1   | 2     | 1   | 1   | 1   | 1     | 1   | 1   | 1   | 1   | 1   | 1   | 1     | 1   |

آخر تحديث: 10 إبريل 2017.

مصدر: دوري المحترفين السعودي موقع كرة القدم العالمية

#### ملخص النتائج
| شامل | شامل | شامل | شامل | شامل | شامل | شامل | شامل | على أرضه | على أرضه | على أرضه | على أرضه | على أرضه | على أرضه | خارج أرضه | خارج أرضه | خارج أرضه | خارج أرضه | خارج أرضه | خارج أرضه |
| لعب  | ف    | ت    | خ    | أ.ل  | أ.ع  | ف.أ  | ن    | ف        | ت        | خ        | أ.ل      | أ.ع      | ف.أ      | ف         | ت         | خ         | أ.ل       | أ.ع       | ف.أ       |
| ---- | ---- | ---- | ---- | ---- | ---- | ---- | ---- | -------- | -------- | -------- | -------- | -------- | -------- | --------- | --------- | --------- | --------- | --------- | --------- |
| 26   | 20   | 4    | 2    | 52   | 23   | +29  | 64   | 10       | 1        | 1        | 24       | 11       | +13      | 10        | 3         | 1         | 28        | 12        | +16       |

#### الحضور الجماهيري
| الفريق | أعلى مُعدل حضور جماهيري | أدنى مُعدل حضور جماهيري | المُعدل | المجموع |
| ------ | ---------------------- | ---------------------- | ------ | ------- |
| الفتح  | 21,037                 | 856                    | 6,150  | 79,947  |

#### مُباريات الدوري
فوز
  تعادل
  خسارة
  مُباراة مُؤجلة
| 03 أغسطس 2012 1     | الفتح                                 | 1–1   | النصر                 | الأحساء                                                              |
| 22:00 (ت ع م+03:00) | إلتون 22' · سفياني 42' · العلياني 88' | تقرير | 53' سعود · 93' برناوي | الملعب: ملعب الأمير عبد الله بن جلوي الحضور: 3925 الحكم: فهد العريني |

| 07 أغسطس 2012 2     | الهلال                              | 2-1   | الفتح                                                   | الرياض                                                              |
| 22:15 (ت ع م+03:00) | الدوسري 5' · مانجان 9' · البيشي 52' | تقرير | 41' 87' سالامو · 47' بوشقراء · 62' سيسكو · 80' أبو هشهش | الملعب: ملعب الملك فهد الدولي الحضور: 7,435 الحكم: عبدالرحمن العمري |

| 23 أغسطس 2012 3     | الشعلة                                                  | 3-2   | الفتح                                             | الخرج                                                     |
| 13:40 (ت ع م+03:00) | الطير 11'، 45' · بوامبونج 50' · فتاي 70' · القرني 90+3' | تقرير | 14' الأسمري · 31' (ركلة.) إلتون · سالامو 59'، 89' | الملعب: ملعب نادي الشعلة الحضور: 160 الحكم: مشاري المشاري |

| 28 أغسطس 2012 4     | الفتح                                          | 1-2   | الرائد      | الأحساء                                                                   |
| 22:00 (ت ع م+03:00) | السفياني 34' · دوريس سالومو 67' · الفهيد 90+3' | تقرير | 79' إيلونغا | الملعب: ملعب الأمير عبد الله بن جلوي الحضور: 856 الحكم: عبدالرحمن المالكي |

| 02 سبتمبر 2012 5    | الشباب                                     | 4-2   | الفتح                                       | الرياض                                                           |
| 22:15 (ت ع م+03:00) | الشمراني 18' · عبدربه 47' 56' · تيجالي 53' | تقرير | 74'، 11' إلتون · 32' 22' سالامو · 32' سيسكو | الملعب: استاد الأمير فيصل بن فهد الحضور: 1832 الحكم: فهد العريني |

| 14 سبتمبر 2012 6    | التعاون          | 1-0   | الفتح                                                     | بريدة                                                                |
| 22:15 (ت ع م+03:00) | باه 8' مجرشي 40' | تقرير | 12' السفياني · 16' سالامو · 90+3' 56' فلاته · 74' الأسمري | الملعب: مدينة الملك عبد الله الرياضية الحضور: 705 الحكم: فهد العريني |

| 22 سبتمبر 2012 7    | الفتح                                                         | 2-4   | نجران                                                                                      | الأحساء                                                              |
| 22:15 (ت ع م+03:00) | إلتون 32' · سيسكو 38' · سالومو 64' · الأسمري 78' · السعود 88' | تقرير | 13' الحسين · 16' ماجد · 87' 47' صاحب · 53' عيان · 85' (ه.ذ.) ماجد · 86' الدردور · 90' بندر | الملعب: ملعب الأمير عبد الله بن جلوي الحضور: 4247 الحكم: عامر الشهري |

| 17 نوفمبر 2012 8.   | الفتح                                                       | 1-2   | الاتحاد                            | الأحساء                                                               |
| 22:15 (ت ع م+03:00) | سالومو 31' · العويشير 26' · سيسكو 81' · المقهوي 85' (ركلة.) | تقرير | 27' نور · 50' السعيد · 3+90' هزازي | الملعب: ملعب الأمير عبد الله بن جلوي الحضور: 5760 الحكم: عباس إبراهيم |

| 04 أكتوبر 2012 9    | الفيصلي                                       | 0-0   | الفتح                 | المجمعة                                                                          |
| 22:15 (ت ع م+03:00) | البخيت 86' النمري 90' عمر 90+3' المطيري 90+3' | تقرير | 44' سيسكو 57' المقهوي | الملعب: مدينة الملك سلمان بن عبد العزيز الرياضية الحضور: 1075 الحكم: حسين الستري |

| 19 أكتوبر 2012 10   | الفتح                                                                     | 0-3   | هجر                                  | الأحساء                                                               |
| 22:15 (ت ع م+03:00) | أبو هشهش 50' · إلتون 65' · الحمدان 75' 90+4' · المقهوي 82' · العلياني 88' | تقرير | 37' الرجيب 45+1' الصندل 64' القحطاني | الملعب: ملعب الأمير عبد الله بن جلوي الحضور: 5904 الحكم: صالح الهذلول |

| 27 يناير 2013 11.   | الأهلي                                                | 3-3   | الفتح                                                                 | مكة                                                                          |
| 19:35 (ت ع م+03:00) | الجاسم 8' · سيمويس 29'، 74' · هوساوي 67' · العيسى 80' | تقرير | 56'، 21' سالومو · 45+1' النخلي · 72' فلاته · 84' إلتون · 90' أبو هشهش | الملعب: مدينة الملك عبد العزيز الرياضية الحضور: 6626 الحكم: عبدالرحمن العمري |

| 09 نوفمبر 2012 12   | الفتح                                                                        | 1-3   | الوحدة              | الأحساء                                                               |
| 22:15 (ت ع م+03:00) | الحمدان 11' · النخلي 16' 40' (ه.ذ.) · السفياني 29' · إلتون 59' · المقهوي 79' | تقرير | 45' دومبيا 45' طارق | الملعب: ملعب الأمير عبد الله بن جلوي الحضور: 4053 الحكم: عباس إبراهيم |

| 21 نوفمبر 2012 13   | الفتح                      | 0-1   | الاتفاق                | الأحساء                                                               |
| 22:15 (ت ع م+03:00) | السفياني 18' · المقهوي 89' | تقرير | 62' البرقان 77' فارجاس | الملعب: ملعب الأمير عبد الله بن جلوي الحضور: 2587 الحكم: صالح الهذلول |

| 09 ديسمبر 2012 14   | النصر        | 0-0   | الفتح        | الرياض                                                         |
| 19:35 (ت ع م+03:00) | مولاجانوف 2' | تقرير | أبو هشهش 52' | الملعب: ملعب الملك فهد الدولي الحضور: 3286 الحكم: خليل الغامدي |

| 14 ديسمبر 2012 15   | الفتح                                                                     | 1-2   | الهلال                       | الأحساء                                                                    |
| 14:55 (ت ع م+03:00) | الفهيد 17' · فلاته 53' · سالامو 57' · بوشقراء 62' · إلتون 66' (ركلة.) 67' | تقرير | 65' العابد · 79' يو بيونغ سو | الملعب: ملعب الأمير عبد الله بن جلوي الحضور: 8,425 الحكم: عبدالرحمن العمري |

| 27 ديسمبر 2012 16   | الفتح                   | 1-2   | الشعلة                                                     | الأحساء                                                            |
| 07:00 (ت ع م+03:00) | إلتون 15' · المقهوي 29' | تقرير | 19' فاني · 23' فتاي · 47' المنيف · 69' معوضه · 76'بوامبونج | الملعب: ملعب الأمير عبد الله بن جلوي الحضور: 1340 الحكم: خالد صلوي |

| 21 يناير 2013 17    | الرائد                                | 3-1   | الفتح                                              | بريدة                                                                           |
| 22:00 (ت ع م+03:00) | الجبرين 48' · مدخلي 40' · الخير 90+1' | تقرير | 48' إلتون · 49' الأسمري · 80' الحمدان · 83' سالومو | الملعب: استاد مدينة الملك عبدالله الرياضية الحضور: 508 الحكم: عبدالعزيز الفنيطل |

| 31 يناير 2013 18    | الفتح                                                              | 2-1   | الشباب                                    | الأحساء                                                               |
| 22:15 (ت ع م+03:00) | الفهيد 19' · سالومو 33' · إلتون 81' · أبو هشهش 86' · بو عبيد 90+3' | تقرير | 41' معاذ · 46'الشمراني · 90+5' 83' تيجالي | الملعب: ملعب الأمير عبد الله بن جلوي الحضور: 8025 الحكم: صالح الهذلول |

| 13 فبراير 2013 19   | الفتح                                               | 1-2   | التعاون                                  | الأحساء                                                              |
| 22:15 (ت ع م+03:00) | أبو هشهش 14' · الحمدان 43' · سيسكو 58' · سالومو 67' | تقرير | 55' الراشد · 77' أ.الحربي · 85' ع.الحربي | الملعب: ملعب الأمير عبد الله بن جلوي الحضور: 4655 الحكم: فهد العريني |

| 20 فبراير 2013 20   | نجران                                          | 2-0   | الفتح     | نجران                                                   |
| 22:15 (ت ع م+03:00) | نواف الصبحي 35' (ه.ذ.) · الحسين 75' · صاحب 85' | تقرير | 85' سيسكو | الملعب: ملعب نادي الأخدود الحضور: 1047 الحكم: خليل جلال |

| 01 مارس 2013 21     | الاتحاد                        | 2-0   | الفتح                                 | مكة                                                                          |
| 22:15 (ت ع م+03:00) | ساندور 39' عسيري 69' أسامة 82' | تقرير | 52' سالومو · 54' الحمدان · 66' النخلي | الملعب: مدينة الملك عبد العزيز الرياضية الحضور: 4467 الحكم: عبدالرحمن العمري |

| 07 مارس 2013 22     | الفتح                                       | 0-1   | الفيصلي                            | الأحساء                                                               |
| 22:15 (ت ع م+03:00) | الحمدان 13' 73' · بوشقراء 34' · إلتون 90+4' | تقرير | 84' 69' السويد 71' سوماه 90+2' عمر | الملعب: ملعب الأمير عبد الله بن جلوي الحضور: 9133 الحكم: صالح الهذلول |

| 30 مارس 2013 23     | هجر                                                 | 2-1   | الفتح                                | الأحساء                                                               |
| 22:15 (ت ع م+03:00) | بكري 12' 64' · بوهميل 24' · أيمن 30' · البهداري 80' | تقرير | 5' الفهيد · 13' إلتون · 19' السفياني | الملعب: ملعب الأمير عبد الله بن جلوي الحضور: 5386 الحكم: صالح الهذلول |

| 14 أبريل 2013 24    | الأهلي     | 1-0   | الفتح                                      | الأحساء                                                                |
| 19:35 (ت ع م+03:00) | سيمويس 72' | تقرير | 29' سالومو · 68' أبو هشهش · 90+2' العلياني | الملعب: ملعب الأمير عبد الله بن جلوي الحضور: 21037 الحكم: مرعي العواجي |

| 18 أبريل 2013 25    | الوحدة                                              | 1-2   | الفتح                      | مكة                                                                      |
| 22:15 (ت ع م+03:00) | الشربيني 10' 32' · سامي 30' · مجرشي 69' · كرنشي 75' | تقرير | 60' الأسمري · 90+3' بامودو | الملعب: مدينة الملك عبد العزيز الرياضية الحضور: 120 الحكم: مشاري المشاري |

| 27 أبريل 2013 26    | الاتفاق                | 4-0   | الفتح                                                    | الدمام                                                          |
| 22:15 (ت ع م+03:00) | سانتوس 35' الجمعان 86' | تقرير | 30' الأسمري · 31' الحمدان · 60' 60' المقهوي · 62' سالومو | الملعب: ملعب الأمير محمد بن فهد الحضور: 4104 الحكم: محمد الهويش |

### كأس ولي العهد
بدأ الفتح مُشاركته في مُسابقة كأس ولي العهد من دور ثُمن النهائي. وأُقصي من دور ربع النهائي بعد خسارته أمام نادي الهلال.
| 19 ديسمبر 2012 ثمن النهائي | الفتح                                    | 3 – 2 | العروبة               | الأحساء                              |
| 19:40 (ت ع م+03:00)        | مبارك الخضري 41' · دوريس سالامو 43'، 56' |       | مشاري العنزي 58'، 82' | الملعب: ملعب الأمير عبد الله بن جلوي |

| 23 ديسمبر 2012 ربع النهائي | الفتح | 0 – 2 | الهلال                           | الهفوف                                                |
| 19:40 (ت ع م+03:00)        |       |       | عادل هرماش 25' · ويسلي لوبيز 79' | الملعب: ملعب الأمير عبد الله بن جلوي الحكم: خليل جلال |

### كأس خادم الحرمين الشريفين
شارك نادي الفتح في كأس خادم الحرمين الشريفين للأبطال 2013، وبدأ هذه المُشاركة انطلاقا من دور ربُع النهائي. أُقصي الفتح في دور النصف أمام الاتحاد.
| 5 مايو 2013 ربع النهائي - ذهاب | الفتح                   | 2–2 | الاتفاق                | الأحساء                              |
| 18:55 (ت ع م+03:00)            | الحمدان 2' · سالامو 90' |     | 39' الحمد · 79' السالم | الملعب: ملعب الأمير عبد الله بن جلوي |

| 9 مايو 2013 ربع النهائي - إياب | الاتفاق     | 1–2 | الفتح            | الدمام                          |
| 18:55 (ت ع م+03:00)            | الدوسري 43' |     | 70'، 74' الحمدان | الملعب: ملعب الأمير محمد بن فهد |

| 17 مايو 2013 نصف النهائي - ذهاب | الاتحاد                   | 2–0 | الفتح | مكة                           |
| 20:50 (ت ع م+03:00)             | فلاته 30' · محمد قاسم 83' |     |       | الملعب: ملعب الملك عبد العزيز |

| 24 مايو 2013 نصف النهائي - إياب | الفتح | 0–4 | الاتحاد                                                | الهفوف                               |
| 18:55 (ت ع م+03:00)             |       |     | 42' الفريدي · 45+2' المولد · 60' أبو سبعان · 89' هزازي | الملعب: ملعب الأمير عبد الله بن جلوي |

### كأس الاتحاد العربي للأندية
شارك نادي الفتح في كأس الاتحاد العربي للأندية 2012–13، وبدأ هذه المُشاركة انطلاقا من الدور التمهيدي الأول عن منطقة آسيا بمُواجهة نادي الجهراء الكويتي. أُقصي الفتح من الدور التمهيدي الثاني بعد خسارته أمام العربي الكويتي بنتيجة 5-4 في مجموع مُبارتي الذهاب والإياب.
| 18 سبتمبر 2012 الدور التمهيدي الأول - ذهاب | الجهراء            | 1–2 | الفتح                    | الجهراء، الكويت           |
| 16:30                                      | 33' فينيسيوس لوبيز |     | 35' سالامو · الأسمري 85' | الملعب: ملعب مبارك العيار |

| 26 سبتمبر 2012 الدور التمهيدي الأول - إياب | الفتح | 1–0 | الجهراء      | الأحساء، السعودية                    |
| 18:30                                      |       |     | 90+1' سالامو | الملعب: ملعب الأمير عبد الله بن جلوي |

| 27 نوفمبر 2012 الدور التمهيدي الثاني - ذهاب | العربي                                 | 3–2 | الفتح                                 | مدينة الكويت، الكويت     |
| 16:00                                       | الرشيدي 36'، 38' · 26' أحمد عبد الغفور |     | 29' (ركلة.) إلتون · 63' (ركلة.) إلتون | الملعب: ملعب صباح السالم |

| 5 ديسمبر 2012 الدور التمهيدي الثاني - إياب | الفتح                            | 2–2 | العربي                 | الأحساء، السعودية                    |
| 16:30                                      | 36' (ركلة.) إلتون · 39' السفياني |     | 27' الرشيدي · 76' هايل | الملعب: ملعب الأمير عبد الله بن جلوي |

## إحصائيات

### الهدافين
| الترتيب | اسم اللاعب    | عدد الأهداف |
| ------- | ------------- | ----------- |
| 1       | دوريس سالومو  | 17          |
| 2       | التون خوزيه   | 11          |
| 3       | حمدان الحمدان | 7           |
| 4       | ربيع سفياني   | 5           |
| 5       | حسين المقهوي  | 4           |

### صناعة الأهداف
| المركز | اللاعب        | عدد التمريرات الحاسمة | الترتيب بين لاعبي الدوري |
| ------ | ------------- | --------------------- | ------------------------ |
| 1      | التون خوزيه   | 10                    | 3                        |
| 2      | حمدان الحمدان | 7                     | 4                        |

### نظافة المرمى
| المركز | الحارس            | عدد المُباريات بمرمى نظيفة | الترتيب بين حُراس الدوري |
| ------ | ----------------- | ------------------------- | ----------------------- |
| 1      | عبد الله العويشير | 6                         | 3                       |
| 2      | محمد شريفي        | 4                         | 6                       |